# Szkolne Schronisko Młodzieżowe „Zaolzianka”
Szkolne Schronisko Młodzieżowe „Zaolzianka” – nieistniejące całoroczne szkolne schronisko młodzieżowe w Beskidzie Śląskim, położone w dolinie Olzy na terenie Istebnej-Zaolzia.

## Historia
Obiekt mieścił się w pochodzącym z 1927 dwupiętrowym drewnianym budynku z podpiwniczeniem, który w latach II Rzeczypospolitej służył organizacji Przysposobienia Wojskowego Kobiet. Obiekt poświęcono w 1931 roku. Członkinie tej organizacji przyjeżdżały do schroniska latem i zimą na obozy szkoleniowe. Obiekt posiadał do 84 miejsc noclegowych (w sezonie letnim) w pokojach 2–10 osobowych, węzeł sanitarny oraz dostęp do kuchni. Na zamówienie prowadził wyżywienie. Obok budynku dawnego schroniska znajduje się pole namiotowe oraz zaplecze sportowe (boiska).
Decyzją z 25 marca 2022 roku budynek schroniska został wpisany do rejestru zabytków województwa śląskiego (nr A/944/2022).

## Szlaki turystyczne

### Piesze
- Kiczory – Młoda Góra – Istebna Bucznik – Szkolne Schronisko Młodzieżowe „Zaolzianka” – Chatka AKT na Pietraszonce – Schronisko PTTK Przysłop pod Baranią Górą – Barania Góra
- Głębce – Przełęcz Kubalonka – Szkolne Schronisko Młodzieżowe „Zaolzianka” – Koniaków

### Rowerowe
Przejście graniczne Jasnowice-Bukovec – Istebna Urząd Gminy – Szkolne Schronisko Młodzieżowe „Zaolzianka” – Stecówka – Przełęcz Szarcula – Wisła Czarne